# Kanton Vannes-2
 Vannes-2  is een kanton van het Franse departement Morbihan. Het kanton maakt deel uit van het arrondissement Vannes.

In 2020 telde het 40.237 inwoners.

Het kanton werd gevormd ingevolge het decreet van 21 februari 2014, met uitwerking op 22 maart 2015, met Vannes als hoofdplaats.

## Gemeenten
Het kanton omvat volgende gemeenten:
- Arradon
- Baden
- Le Bono
- Île-aux-Moines
- Île-d'Arz
- Larmor-Baden
- Plescop
- Ploeren
- Plougoumelen
- Vannes (hoofdplaats) (westelijk deel)